# Weltmeisterschaften im Trampolinturnen 2009
Die 26. Turn-Weltmeisterschaften im Trampolinturnen fanden 2009 in Sankt Petersburg, Russland statt.

## Ergebnisse

### Männer Einzel
| Rang | Land                | Turner          |
| ---- | ------------------- | --------------- |
|      | Volksrepublik China | Dong Dong       |
|      | Volksrepublik China | Lu Chunlong     |
|      | Japan               | Yasuhiro Ueyama |

### Männer Team
| Rang | Land                | Turner                                                            |
| ---- | ------------------- | ----------------------------------------------------------------- |
|      | Volksrepublik China | Dong Dong Lu Chunlong Tu Xiao Ye Shuai                            |
|      | Belarus             | Yakau Rakitski Mikalaj Kasak Yauhen Schukouski Wlatchaslau Modsel |
|      | Russland            | Alexander Lewen Dmitri Fedorowsky Dmitri Uschakow Sergei Tschumak |

### Synchron Männer
| Rang | Land       | Turner                              |
| ---- | ---------- | ----------------------------------- |
|      | Japan      | Tetsuya Sotomura Yasuhiro Ueyama    |
|      | Frankreich | Sébastien Martiny Grégoire Pennes   |
|      | Ukraine    | Jurij Nikitin Olexander Tschernonos |

### Doppel Mini-Trampolin Männer
| Rang | Land     | Turner          |
| ---- | -------- | --------------- |
|      | Portugal | Andre Lico      |
|      | Schweden | Tim Lunding     |
|      | Portugal | Andre Fernandes |

### Doppel Mini-Trampolin Team Männer
| Rang | Land               | Turner                                                              |
| ---- | ------------------ | ------------------------------------------------------------------- |
|      | Portugal           | Andre Lico Andre Fernandes Andre Pocinho Bruno Nobre                |
|      | Russland           | Kiril Iwanow Jewgeni Tschernojanow Dergei Kowalew Dmitri Fedorowsky |
|      | Vereinigte Staaten | Stephen Raymond Kalon Ludvigson Anthony Doles Austin White          |

### Tumbling Männer
| Rang | Land                | Turner            |
| ---- | ------------------- | ----------------- |
|      | Russland            | Tagir Murtasasjew |
|      | Volksrepublik China | Yang Song         |
|      | Russland            | Mikhail Kostjanow |

### Tumbling Team Männer
| Rang | Land                | Turner                                                             |
| ---- | ------------------- | ------------------------------------------------------------------ |
|      | Volksrepublik China | Ma Jie Yang Song Tao Yi Zhang Lingfeng                             |
|      | Russland            | Mikhail Kostjanow Jewgeni Sinukow Tagir Murtasajew Andrei Krylow   |
|      | Belarus             | Andrei Kabischew Sergei Artemenko Sergei Primakou Dmitri Daraschuk |

### Damen Einzel
| Rank | Land                | Turnerin       |
| ---- | ------------------- | -------------- |
|      | Volksrepublik China | Huang Shanshan |
|      | Volksrepublik China | He Wenna       |
|      | Kanada              | Karen Cockburn |

### Damen Team
| Rank | Land                | Turnerin                                                                     |
| ---- | ------------------- | ---------------------------------------------------------------------------- |
|      | Volksrepublik China | Huang Shanshan Li Dan Zhong Xingping He Wenna                                |
|      | Russland            | Irina Karawajewa Anastasia Welitschko Victoria Woronina Galina Gontscharenko |
|      | Kanada              | Karen Cockburn Kailey McLeod Rosannagh MacLennan Samantha Sendel             |

### Synchron Damen
| Rang | Land                | Turner                             |
| ---- | ------------------- | ---------------------------------- |
|      | Volksrepublik China | Li Dan Zhong Xingping              |
|      | Kanada              | Karen Cockburn Rosannagh MacLennan |
|      | Usbekistan          | Yekaterina Xilko Anna Sawkina      |

### Doppel Mini-Trampolin Damen
| Rang | Land     | Turner               |
| ---- | -------- | -------------------- |
|      | Russland | Victoria Woronina    |
|      | Russland | Galina Gontscharenko |
|      | Kanada   | Corissa Boychuk      |

### Doppel Mini-Trampolin Team Damen
| Rang | Land               | Turner                                                                         |
| ---- | ------------------ | ------------------------------------------------------------------------------ |
|      | Russland           | Anastasia Welitschko Victoria Woronina Swetlana Balandina Galina Gontscharenko |
|      | Kanada             | Julie Warnock Coriss Boychuk Gillian Bruce Chelsea Nerpio                      |
|      | Vereinigte Staaten | Sarah Gandy Aubree Balkan Sarah Prosen                                         |

### Tumbling Damen
| Rang | Land     | Turner                |
| ---- | -------- | --------------------- |
|      | Russland | Anna Korobeinikowa    |
|      | Russland | Jelena Krasnokutskaja |
|      | Kanada   | Ashley Speed          |

### Tumbling Team Damen
| Rang | Land               | Turner                                                                          |
| ---- | ------------------ | ------------------------------------------------------------------------------- |
|      | Russland           | Anastasia Isupowa Jelena Krasnokutskaja Anzhelika Soldatkina Anna Korobeinikowa |
|      | Vereinigte Staaten | Amy McDonald Kaitlin Tortorich Susannah Johnson Leanne Seitzinger               |
|      | Kanada             | Kylie Petrie Emily Smith Ashley Speed Jordan Sugrim                             |

### Medaillenspiegel
| Rang | Nation              | Gold | Silber | Bronze | Gesamt |
| ---- | ------------------- | ---- | ------ | ------ | ------ |
| 1    | Volksrepublik China | 6    | 3      | -      | 9      |
| 2    | Russland            | 5    | 5      | 2      | 12     |
| 3    | Portugal            | 2    | -      | 1      | 3      |
| 4    | Japan               | 1    | -      | 1      | 2      |
| 5    | Kanada              | -    | 2      | 5      | 7      |
| 6    | Vereinigte Staaten  | -    | 1      | 2      | 3      |
| 7    | Belarus             | -    | 1      | 1      | 2      |
| 8    | Frankreich          | -    | 1      | -      | 1      |
| 8    | Schweden            | -    | 1      | -      | 1      |
| 10   | Ukraine             | -    | -      | 1      | 1      |
| 10   | Usbekistan          | -    | -      | 1      | 1      |